# محمدمهدی خسروی کردستانی
محمدمهدی خسروی قلعه سیاست‌مدار ایرانی بود، که در  دوره بیست و دوم 
و  دوره بیست و سوم   بعنوان نماینده مریوان در مجلس شورای ملی حضور داشت.